# Contigo y aquí
 Contigo y aquí  es una película de Argentina filmada en Eastmancolor dirigida por Fernando Siro según el guion de Gustavo Ghirardi que se estrenó el 5 de septiembre de 1974 y tuvo como actores principales a Elio Roca,  Mercedes Harris, Leonor Benedetto y Elena Cruz. Fue parcialmente filmada en la localidad de El Trapiche, provincia de San Luis.

## Sinopsis
Un médico se ve involucrado en el robo de unas joyas y debe viajar el pueblo de la joven que lo comprometió y conoce a su hermana.

## Reparto
Participaron del filme los siguientes intérpretes:
- Elio Roca … Dr. Ricardo Rossi
- Mercedes Harris … Elsa Bastián
- Leonor Benedetto … Alicia Bastián
- Elena Cruz … Berta
- Esther Velázquez … Elisa
- Marcelo José … Luisito
- Ernesto Juliano … Hans
- Víctor Fassari
- Rolo Puente … Cómplice de Raúl
- Oscar Brizuela
- Héctor Da Rosa … Raúl
- Aldo Bigatti … Sacerdote
- Juan Quetglas … Policía
- Hilda Suárez … Encargada
- Carlos Bianquet
- Amanda Podestá
- Javier Díaz … Negrito
- Alicia Miriam … Rubia
- Santiago Bal … cameo (Florista)

## Comentarios
Ocvaldo Iakkidis El Cronista Comercial dijo:

”Falta absoluta de imaginación a la que poco contribuye el libro… Uno sale del cine con la impresión de haber visto un discreto audiovisual sobre San Luis.”

Manrupe y Portela escriben:

”Canciones y paisajes, una anécdota policial mínima y un argumento inexistente para atraer a los fans del cantante.”